# 적루몽
《적루몽》은 2007년 1월 27일에 MBC에서 방영한 베스트극장이다.

## 줄거리
몰락한 역관의 딸이자 책비인 진영은 서리의 아들 현도와 사랑하는 사이지만, 그가 반가의 여인과 혼인하는 것을 지켜볼 수밖에 없다. 어느 날 거금이 걸린 시회가 열리고 진영과 현도는 도피 비용을 마련하기 위해 참여하는데.....

## 등장 인물

### 주요 인물
- 정태우 : 장현도(23세) 역 - 중인 신분
- 유연지 : 이진영(21세) 역 - 책비, 역관의 딸
- 김민채 : 현도의 처(25세) 역 - 몰락한 양반 출신
- 윤주상 : 김찬기(50세) 역 - 노론의 거두
- 서권순 : 김찬기의 처 역 - 김청휘의 어머니
- 강성필 : 충겸 역 - 김찬기의 하인
- 서배준 : 김청휘 역 - 김찬기의 아들

### 그 외 인물
- 최윤정
- 유민영
- 방은교
- 이정은
- 최윤준
- 김흥수
- 김희운
- 유인석
- 최성웅
- 김추월
- 최민서
- 유태웅
- 최정윤